# Mărculești (Ialomița)
Mărculeşti é uma comuna romena localizada no distrito de Ialomiţa, na região de Muntênia. A comuna possui uma área de 43.64 km² e sua população era de 1641 habitantes segundo o censo de 2007.